# Stunde der Wintervögel
Die Stunde der Wintervögel ist eine Aktion zur Vogelbeobachtung in Deutschland, Österreich und der Schweiz. Sie wird seit 2005 vom Landesbund für Vogelschutz in Bayern (LBV) durchgeführt. 2011 wurde sie vom Naturschutzbund Deutschland für das übrige Deutschland übernommen, seit 2010 wird sie auch von Birdlife Österreich durchgeführt. Birdlife Luzern nimmt seit 2020 an dieser Aktion teil. Sie findet jährlich im Januar statt.

## Geschichte
Die Aktion wurde, wie die Stunde der Gartenvögel, nach dem Vorbild des Big Garden BirdWatch der Royal Society for the Protection of Birds (RSPB) in Großbritannien konzipiert.
In den Jahren 2005 bis 2008 wurde die Stunde der Wintervögel nur in München und Umgebung durchgeführt, im Jahre 2009 dann erstmals bayernweit mit 6.800 Meldungen und 270.000 gemeldeten Vögeln. Seit 2010 nimmt Birdlife Österreich teil, seit 2011 beteiligt sich der Naturschutzbund Deutschland mit einer bundesweiten Zählaktion.
Seit 2020 wird die Stunde der Wintervögel auch in der Zentralschweiz durchgeführt.

## Ziele
Mit der Stunde der Wintervögel wollen die Initiatoren Daten über das Verhalten der Vögel sammeln, die sich im Winter in Bayern und Österreich aufhalten. Dabei werden die Auswirkungen der Winterfütterung von Vögeln, Folgen des Klimawandels und die Bestandsentwicklung der Arten ausdrücklich genannt. Die Aktion dient auch dazu, Öffentlichkeitsarbeit für den Vogelschutzgedanken zu betreiben und die Kenntnis der heimischen Vogelwelt zu erhöhen.
Da die Wissensvermittlung im Bezug auf Vögel durch Familien und Verwandte laut einer bayernweiten Schülerbefragung („Vogel-PISA“) besonders nachhaltig ist, wurde die Stunde der Wintervögel mit dem 6. Januar auf einen familienfreundlichen Feiertag gelegt.

## Zählkriterien
Die Stunde der Wintervögel wurde ursprünglich am 6. Januar durchgeführt, an dem sie für eine Stunde stattfand. Gezählt wurde die maximale, zum gleichen Zeitpunkt beobachtete Anzahl einer Art während des Beobachtungszeitraums (nicht die Gesamtzahl der während einer Stunde beobachteten Tiere), wobei die Erfassung im Garten, auf dem Balkon, in einem Park oder einer Grünanlage stattfand. In den letzten Jahren wurde der Zeitraum auf mehrere Tage (meist 3) erweitert.

## Ergebnisse
Die Stunde der Wintervögel brachte bisher einige neue Erkenntnisse über die Vogelwelt in Bayern. So wurden 2008 erstmals Kraniche im Winter in Südbayern nachgewiesen. Im Jahre 2009 konnte eine Invasion des Seidenschwanzes zeitgleich erfasst werden, was sonst über längere Zeiträume geschieht. Für München konnte aufgrund der Ergebnisse der Stunde der Wintervögel erstmals der starke Rückgang des Haussperlings im Zentrum belegt werden. Auch die gleichmäßige Verteilung des Buntspechts, der Rabenkrähe und der Elster unabhängig von der Entfernung zum Zentrum war bisher nicht bekannt gewesen.

## Kritik
Generell sind Projekte aus dem Bereich Citizen Science aufgrund der Teilnahme von Laien fehlerbehaftet. Die methodische Kritik wie für die Stunde der Gartenvögel gilt daher auch für die Stunde der Wintervögel. Solche Aktionen können kein Ersatz für fundierte, wissenschaftliche Untersuchungen sein. Sie werden jedoch aussagekräftig, wenn eine große Zahl Meldungen eingehen.
Die Veranstalter versuchen, diese Fehlerquellen durch Steigerung der Teilnehmerzahl, Information durch Führungen, Informationsmaterial und Internetangebote wie Steckbriefe der wichtigsten Arten zu verringern.